# HŠK Concordia Zagreb
Hrvatski športski klub Concordia bilo je športsko društvo iz Zagreba. 
Osnovano je 1906. ujedinjenjem zagrebačkih srednješkolaca u jedan klub zvanog Prvi hrvatski srednjoškolski sportski klub Concordia. Prvo je osnovana nogometna sekcija. Poslije su osnovane skecije za hokej, laku atletiku, mačevanje, plivanje, tenis i zimski sport.
Srednjoškolcima je 1910. Odjel za bogoštovlje i nastavu Zemaljske vlade zabranio pravo nastupa, stoga je klub preimenovan u Hrvatski športski klub Concordia.
Djelovali su do svibnja 1945. godine. 1914. godine izgrađen je stadion u Kranjčevićevoj ulici na kojem je djelovalo športsko društvo. Rukometnu sekciju osnovali su 1939. godine završetkom srednjoškolskog obrazovanja studenti Nenad Heruc, Zvonimir Tarbuk i Stjepan Pavičić.